# Isabel de Borbó-Parma
Isabel de Borbó-Parma, arxiduquessa d'Àustria (Madrid 1741 - Viena 1763). Infanta d'Espanya i princesa de Parma, amb el tractament d'Altesa Reial.
Isabel es casà en el si de la Casa d'Àustria reforçant d'aquesta manera l'acostament viscut al llarg del segle xviii entre la família dels Borbons i la dels Habsburg, enemigues seculars als camps de batalla europeus.

## Orígens
Va néixer al Palau del Buen Retiro de Madrid, el 31 de desembre de 1741. Era fill de l'infant Felip de Borbó, més endavant duc de Parma, i de Lluïsa Elisabet de França. Era neta per via paterna de Felip V d'Espanya i de la seva muller, Isabel Farnese, i per via materna de Lluís XV de França i de Maria Leszczynska.

## Educació
Va rebre una bona educació, especialment en l'àmbit religiós. La infanta va escriure en francès l'obra Meditaciones cristianas para un retiro espiritual, que va ser traduït a l'italià i al castellà per Joaquín Moles, dedicades a la reina d'Espanya, publicades a Madrid el 1767.

## Princesa de Parma
Educada en l'ambient cortesà de Madrid, no fou fins a l'any 1748 que el seu pare rebé el ducat de Parma i es traslladà a Itàlia. En aquest moment rebé el títol de princesa de Parma.

## Matrimoni i amors familiars

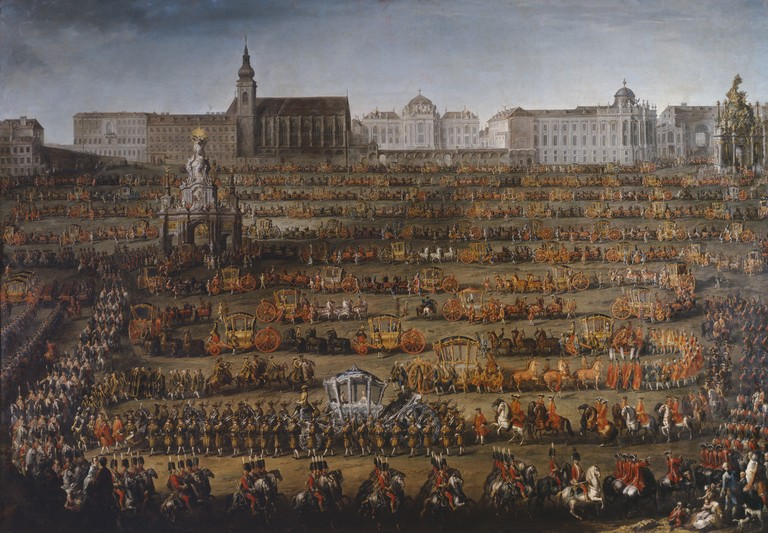
Arribada d'Isabel de Borbó-Parma al Palau de Schönbrunn de Viena per Martin van Meytens

El 7 de setembre de 1760 va casar-se per poders amb l'emperador Josep II, hereu també dels regnes d'Hongria i Bohèmia. Quan la princesa va arribar a Viena i va fer la seva entrada pública el 6 d'octubre, se la va rebre amb molta pompa. El mateix dia ratificaren el casament en una cerimònia a la Catedral de Viena. La parella no tingué fills que superessin la infantesa.
Isabel trobà en l'Arxiduquessa Maria Cristina, germana de Josep, la seva millor amiga. Tot i veure's cada dia, s'escriviren nombroses cartes l'una a l'altra, en les quals s'expressaren el seu amor. En una carta, escrivia Isabel:
"L'escric una altra vegada, cruel germana, encara que l'acabo de deixar. No puc suportar l'espera per conèixer el meu destí i per saber si vostè em considera una persona digna del seu amor o si li agradaria tirar-me al riu.... No puc pensar en res més sinó que estic profundament enamorada. Si només pogués saber per què passen aquestes coses, perquè aquesta manca de pietat per part vostra que hauria de fer que no us estimés... Però no em puc ajudar a mi mateixa....". En una altra carta, li escrivia: "M'han dit que el dia comença amb Déu. Jo, en canvi, començo el dia pensant en la persona que estimo, perquè hi penso a totes hores.".
Cal assenyalar tanmateix que en aquell temps no era estrany utilitzar un llenguatge com aquest per a descriure l'amor familiar, sense les connotacions que aquestes paraules tindrien en un context d'avui en dia.
Isabel donà a llum dos infants:
- Sa Altesa Imperial i Reial Arxiduquessa Maria Teresa d'Àustria (1762-1770) (20 de març del 1762 - 23 de gener del 1770);
- Sa Altesa Imperial i Reial Arxiduquessa Maria Cristina d'Àustria (1763).

El matrimoni entre Isabel i Josep s'inscrigué en un moviment polític d'acostament entre les Cases de Borbó i d'Àustria temeroses de la puixança que experimentaven altres estats europeus, Prússia, Rússia i Gran Bretanya, i que discutien el seu poder absolut en la política europea.
A part del d'Isabel i Josep destaquen altres casaments com els de les arxiduquesses Maria Carolina d'Àustria, Maria Amàlia d'Àustria, Maria Antonieta d'Àustria i Maria Clementina d'Àustria amb els monarques Ferran I de les Dues Sicílies, Ferran I de Parma, Lluís XVI de França i Francesc I de les Dues Sicílies respectivament. Cal destacar també el que uní, l'emperador Leopold II, emperador romanogermànic i la infanta Maria Lluïsa d'Espanya.

## Mort
Només tres anys després de casar-se, la princesa Isabel de Parma va emmalaltir de verola durant el seu segon embaràs i moria després de parir una nena morta, al Palau de Schönbrunn de Viena a l'edat de 21 anys.
Tan sols tres anys després d'haver contret matrimoni, va emmalaltir de verola estant embarassada i va morir a Viena el 27 de novembre de 1763 a resultes del part. Va ser enterrada al panteó reial de la Casa d'Àustria. Sota seu, jeu el cos de l'infant.